# Zone de calmes équatoriaux
La zone des calmes équatoriaux ou familièrement, le pot au noir, est une région de vents calmes ou légers et variables dans les basses couches de l'atmosphère située au voisinage de l'équateur météorologique, dont elle suit, avec un léger retard, le déplacement méridien annuel. 

## Définition
La zone de basse pression atmosphérique créée par la circulation directe de la cellule de Hadley, entre l'équateur terrestre et les latitudes des chevaux, donne la zone de convergence intertropicale (ZCIT) du côté équateur. Les alizés se rencontrent et s'annulent à cet endroit. Cette zone qui s'étend tout autour du globe a été découverte quand les navires à voile se sont approchés de l'équateur terrestre et sont restés pris durant de longues périodes de temps. De forts orages se développent dans la ZCIT et leurs rafales descendantes peuvent atteindre localement la zone de calmes équatoriaux.